# Ted Nolan
Theodore John „Ted“ Nolan (* 7. April 1958 in Sault Ste. Marie, Ontario) ist ein ehemaliger kanadischer Eishockeyspieler (Linksaußen) und -trainer. Ab Juli 2017 bis Mai 2018 war er Trainer der polnischen Eishockeynationalmannschaft.
Als Spieler war Nolan von 1981 bis 1986 für die Detroit Red Wings und Pittsburgh Penguins in der National Hockey League aktiv. Außerdem war er zwischen 2006 und 2008 Trainer der New York Islanders. Seine Söhne Jordan und Brandon sind ebenfalls professionelle Eishockeyspieler. 

## Karriere

### Als Spieler
Gemeinsam mit Wayne Gretzky spielte der vom Stamm der Anishinabe stammende Indianer als Junior bei den Sault Ste. Marie Greyhounds in der OHA. Die Detroit Red Wings wählten ihn beim NHL Amateur Draft 1978 in der fünften Runde als 78. Bei den Kansas City Red Wings in der CHL spielte er erstmals im Seniorenbereich.
Nach zweieinhalb Spielzeiten mit den Adirondack Red Wings gab er sein Debüt bei den Detroit Red Wings in der NHL. Nach weiteren 19 Spielen in der Saison 1983/84 verließ er die Red Wings zu den Buffalo Sabres. Nachdem ihn diese nur bei den Rochester Americans in der American Hockey League eingesetzt hatten, kehrte er im Jahr darauf mit den Pittsburgh Penguins für 18 Spiele in die NHL zurück.

### Als Trainer
1988 übernahm er sein ehemaliges Juniorenteam, die Sault Ste. Marie Greyhounds als Trainer. Dreimal in Folge führte er das Team in die Endrunde des Memorial Cups. 1993 gewannen die Greyhounds den Titel. 1994 wechselte er als Assistenztrainer zu den Hartford Whalers. Nach einem Jahr der wechselte er als Cheftrainer zu den Buffalo Sabres. Dort war er für zwei Jahre sehr erfolgreich, überwarf sich aber mit dem Startorhüter Dominik Hašek und General Manager John Muckler. Dies entzog die Basis einer weiteren Zusammenarbeit und so wurde er von Lindy Ruff abgelöst.
Angebote als Cheftrainer der Tampa Bay Lightning und als Assistenztrainer bei den New York Islanders lehnte er ab.
Erst 2005 kehrte er zum Eishockey zurück. Er trainierte die Moncton Wildcats in der Québec Major Junior Hockey League in dieser Zeit musste er sich mit rassistischen Übergriffen bei einem Spiel gegen die Chicoutimi Sagueneens auseinandersetzen. Die New York Islanders versuchten ihn während der Saison zu verpflichten, doch Nolan wollte seinen Vertrag in Moncton erfüllen. Nach Ende der Saison einigte er sich mit den Islanders und übernahm das Team zur Saison 2006/07. Nachdem die Islanders lange Zeit außerhalb der Playoff-Plätze rangierten, gelang ihnen die Qualifikation im letzten Saisonspiel schließlich doch, scheiterten aber schon in der ersten Runde. In der Saison 2007/08 verpassten sie jedoch die Playoffs und im Sommer 2008 trennten sich das Team von Nolan. Nach einer Zeit bei den Rochester Americans trainiert er zwischen 2011 und 2014 die lettischen Eishockeynationalmannschaft.  Ab dem 13. November 2013 trainierte er außerdem wieder die Buffalo Sabres. Die Sabres entließen ihn nach der Saison 2014/15, die die Mannschaft auf dem letzten Rang beendete.
Ab Juli 2017 bis Mai 2018 war er Trainer der polnischen Eishockeynationalmannschaft.

## Sportliche Erfolge
- Calder Cup: 1981
- Memorial Cup: 1993 (als Trainer)

### Persönliche Auszeichnungen
- Jack Adams Award: 1997
- Order of Ontario: 1994